# 新型統一戦争
新型統一戦争（しんとういつせんそう）は、中華人民共和国が台湾との統一に向けて行うとされる事柄。

## 概要
中華人民共和国が台湾との平和的な統一に向けて行うとされる作戦。これは戦火を交えない巧妙な作戦である。中国では書籍でこれのことを書いても政府に全部削除されてしまうような事柄である。これは知恵を持って戦うことで敵の心を潰すことで、敵の人命やインフラなどを一切破壊せずに中国が台湾に勝って併合をはかることである。台湾はねじれ議会であるために新型統一戦争のシナリオ通りになるとされる。台湾がアメリカから武器を購入しようといても、これを野党が反対するためにできなくなるなどである。
中華人民共和国が新たな法律を制定することも新型統一戦争のシナリオである。ここで中国が制定する法律というのは、一つの中国を法制化するというものである。このことにより台湾の領海や領空というのは中国政府の管轄になるようにする。そして中国は台湾海峡を含む海域で軍事演習を実施して、中国の防空識別圏を拡大して行き台湾の防空識別圏を吸収する。さらに軍ではなく警察権によって台湾海峡を通る船舶の臨検や検査を実施するようになり、このことでも中国は自国の領域であることを主張するようになる。
台湾の電力というのは約4割を天然ガスに依存しており、その備蓄は約10日分ほどである。食料自給率は約3割と低い。このため台湾が海上封鎖されればエネルギーや食糧を輸入することができなくなる。このようになれば台湾は中国とは戦う気力すら無くなというのが新型統一戦争で目指されていることである。
新型統一戦争というのは国際法での戦争には当てはまらない。武力で人を殺すのが戦争ならば、平和的な行為ということになる。アメリカも手を出せなくなり、中国と台湾が平和的に統一を支持する場合がある。
2023年に人民解放軍の上級大佐が書いた本では新型統一戦争をすると書かれる。これは戦争未満で、戦争に至るまでの段階で相手国の心を潰すと書かれる。
新型統一戦争が起きれば日本への影響も大きい。日本への石油や食料は9割以上が台湾海峡やバシー海峡を通って輸入されているため、これらが封鎖されれば日本への打撃も大きい。この封鎖で世界では360兆円の損失が発生するのだが、日本への被害が最も多くなる。日本の軍事的な脅威も高まり、現在では中国の潜水艦は日米の哨戒機で監視できるものの、台湾の東側に中国の潜水艦の基地ができればいきなりマリアナ海溝まで出て追跡できなくなり、すぐに東京湾に中国の潜水艦が現れるということが起きるようにもなる。